# 清水北站
清水北站，位于中华人民共和国甘肃省酒泉市肃州区，是兰新客运专线上的高铁站，于2014年12月26日开通启用，由兰州铁路局管辖。

## 車站周邊
- 连霍高速公路

## 歷史
- 2014年12月26日开通启用。

## 外部連結
- 中国铁路客户服务中心（页面存档备份，存于）